# Militärgeschichtliche Mitteilungen
Die Militärgeschichtlichen Mitteilungen (MGM) war eine deutsche vom 5. Juni 1967 bis 1999 halbjährlich erscheinende militärische Fachzeitschrift zum Thema Militärgeschichte. Nachfolger ist seit 2000 die Militärgeschichtliche Zeitschrift (MGZ).
Die Militärgeschichtlichen Mitteilungen wurden vom Militärgeschichtlichen Forschungsamt (MGFA) in Potsdam (bis 1994 Freiburg im Breisgau) herausgegeben durch Friedhelm Klein und Hans-Erich Volkmann. Verlag war zuletzt Oldenbourg, von 1971 bis 1990 Braun in Karlsruhe und von 1967 bis 1970 Rombach in Freiburg im Breisgau.
Bereits früh galten die Militärgeschichtlichen Mitteilungen als „wichtige Schnittstelle zwischen MGFA, universitärer Wissenschaft und interessierter Öffentlichkeit“.